# Вулиця Капітана Білинського
Вулиця Капіта́на Біли́нського — вулиця у Франківському районі міста Львова, в місцевості Кульпарків. Сполучає вулиці Миколи Аркаса та Ярослави Музики.

## історія та забудова
До 1993 року вулиця мала назву Морська бічна. У 1993 році вулиця отримала сучасну назву Білинського, на честь одного з організаторів Морського міністерства уряду УНР, учасника Другого зимового походу Михайла Білинського.
Забудова вулиці змішана: тут присутні одно- та триповерхові конструктивістські будинки 1930-х років, двоповерхові будинки 1950-х років, старі та сучасні приватні садиби.